# AKR7A2
AKR7A2 (англ. Aldo-keto reductase family 7 member A2) – білок, який кодується однойменним геном, розташованим у людей на короткому плечі 1-ї хромосоми.  Довжина поліпептидного ланцюга білка становить 359 амінокислот, а молекулярна маса — 39 589.
| 10         |  | 20         |  | 30         |  | 40         |  | 50         |
| ---------- |  | ---------- |  | ---------- |  | ---------- |  | ---------- |
| MLSAASRVVS |  | RAAVHCALRS |  | PPPEARALAM |  | SRPPPPRVAS |  | VLGTMEMGRR |
| MDAPASAAAV |  | RAFLERGHTE |  | LDTAFMYSDG |  | QSETILGGLG |  | LGLGGGDCRV |
| KIATKANPWD |  | GKSLKPDSVR |  | SQLETSLKRL |  | QCPQVDLFYL |  | HAPDHGTPVE |
| ETLHACQRLH |  | QEGKFVELGL |  | SNYASWEVAE |  | ICTLCKSNGW |  | ILPTVYQGMY |
| NATTRQVETE |  | LFPCLRHFGL |  | RFYAYNPLAG |  | GLLTGKYKYE |  | DKDGKQPVGR |
| FFGNSWAETY |  | RNRFWKEHHF |  | EAIALVEKAL |  | QAAYGASAPS |  | VTSAALRWMY |
| HHSQLQGAHG |  | DAVILGMSSL |  | EQLEQNLAAT |  | EEGPLEPAVV |  | DAFNQAWHLV |
| AHECPNYFR  |  |            |  |            |  |            |  |            |

A: Аланін

C: Цистеїн

D: Аспарагінова кислота

E: Глутамінова кислота

F: Фенілаланін

G: Гліцин

H: Гістидин

I: Ізолейцин

K: Лізин

L: Лейцин

M: Метіонін

N: Аспарагін

P: Пролін

Q: Глутамін

R: Аргінін

S: Серин

T: Треонін

V: Валін

W: Триптофан

Кодований геном білок за функціями належить до оксидоредуктаз, фосфопротеїнів. 
Задіяний у таких біологічних процесах як поліморфізм, ацетиляція. 
Білок має сайт для зв'язування з НАДФ. 
Локалізований у цитоплазмі, апараті гольджі.